# Kazba Mulaja Ismaila
Kazba Mulaja Ismaila je ogromen kompleks palač in kraljeva kazba (citadela), ki jo je zgradil maroški sultan Mulaj Ismail ibn Šarif (imenovan tudi Ismail) v Meknesu v Maroku. Med drugimi imeni je znano tudi kot cesarsko mesto (francosko: Ville Impériale) ali palača Mulaja Ismaila ali kazba Meknes. Zgradil jo je Mulaj Ismail v mnogih desetletjih svoje vladavine med letoma 1672 in 1727, ko je Meknes naredil za prestolnico Maroka, pod poznejšimi sultani pa je bil občasno dograjen.
Poleg pomena, ki ga je imel Mulaj Ismail v zgodovini Maroka, je bila njegova cesarska palača v Meknesu opazna po svojem ogromnem obsegu in kompleksni infrastrukturi. Območje, ki ga je pokrivala kazba, je bilo bistveno večje od samega starega mesta Meknes in je delovalo kot lastno mesto s svojimi utrdbami, oskrbo z vodo, zalogami hrane in vojaki. Zgodovinarji so ga kasneje poimenovali maroški Versailles. Danes je veliko stavb iz obdobja Mulaja Ismaila izginilo ali propadlo, vendar je nekaj pomembnih monumentalnih stavb ostalo. Del območja, Dar al-Makzen, je še vedno v uporabi kot občasna kraljeva rezidenca maroškega kralja, medtem ko so bili drugi deli kompleksa spremenjeni v druge funkcije ali nadomeščeni s splošnimi stanovanjskimi soseskami.

### Zgodovinski kontekst
Kazbo Meknes je na tem mestu prvič ustvaril marinidski sultan Abu Jusuf Jakub ibn Abd al-Hak leta 1276 n. št. Istega leta, ko je bila v bližnjem Fesu zgrajena citadela Fes el-Dždid kot nova prestolnica Marinidskega cesarstva. (Čeprav nekateri viri navajajo tudi kazbo, ki je obstajala v bližini ali na mestu Place el-Hedim od obdobja Almoravidov.) V tem obdobju je bil Meknes pogosto rezidenca marinidskih knezov (tam imenovanih za guvernerje) in zlasti vezirjev.:55 Ustanovljena in prva je bila tudi mošeja Kazba (kasnejša mošeja Lala Aouda) zgrajena leta 1276. Po koncu marinidskega obdobja pa je bil Meknes zanemarjen, saj je nova saadijska dinastija (16. in zgodnje 17. stoletje) osredotočila svojo pozornost na svojo prestolnico v Marakešu.
Šele Alavitska rodbina v drugi polovici 17. stoletja je Meknesu ponovno pritegnila pozornost. Pod Mulaj Rašidom (vladal 1666–1672), prvim alavitskim sultanom, ki je pod svojo vladavino združil Maroko, je Fes znova postal prestolnica in njegov brat Mulaj Ismail ibn Šarif je vladal Meknesu. Po Rašidovi smrti leta 1672 je Mulaj Ismail postal sultan in za svojo prestolnico izbral Meknes. Kot sultan je bila Ismailova 55-letna vladavina ena najdaljših v maroški zgodovini.  Odlikoval se je kot vladar, ki je želel vzpostaviti enotno maroško državo kot absolutno oblast v deželi, neodvisno od katere koli posebne skupine v Maroku – v nasprotju s prejšnjimi rodbinami, ki so se zanašale na nekatera plemena ali regije kot bazo svoje moči. Delno mu je uspelo z ustanovitvijo nove vojske, sestavljene iz temnopoltih sužnjev ('Abid al-Bukhari) iz Podsaharske Afrike (ali potomci prej uvoženih sužnjev), mnogi med njimi muslimani, katerih zvestoba je bila samo njemu. Sam Ismail je bil napol temnopolt, njegova mati pa je bila črna sužnja. Prav tako je nenehno vodil vojaške pohode proti upornikom, tekmecem in evropskim položajem ob maroški obali. V praksi se je še vedno moral zanašati na različne skupine za nadzor obrobnih območij, vendar mu je kljub temu uspelo ponovno zavzeti številna obalna mesta, ki sta jih zasedli Anglija in Španija, ter uspel uveljaviti red in visoke davke na vseh svojih ozemljih. Dokončno je končal osmanske poskuse pridobitve vpliva v Maroku in postavil Maroko na bolj enakopraven diplomatski položaj z evropskimi silami, deloma tako, da jih je prisilil, da odkupijo krščanske ujetnike na njegovem dvoru. Te kristjane so večinoma zajele maroške piratske flote, ki jih je močno sponzoriral kot sredstvo za prihodek in vojskovanje. Medtem ko so bili v ujetništvu, so bili zaporniki pogosto prisiljeni k delu pri njegovih gradbenih projektih. Vse te dejavnosti in politike so mu prinesle sloves brezobzirnosti in krutosti med evropskimi pisci in mešan sloves tudi med maroškimi zgodovinarji, čeprav se mu pripisuje združitev Maroka pod močnim (a brutalnim) vodstvom.
Poleg morebitne navezanosti na mesto, ki ga je prej pridobil kot guverner, so številni razlogi morda spodbudili Ismaila, da je izbral Meknes za svojo prestolnico. Eden je morda dejstvo, da se je moral Ismail trdo boriti, da je ponovno osvojil tako Fes kot Marakeš od svojega tekmeca nečaka (Ahmad al-Mahriz, sin Mulaj Rašida) v prvih letih njegove vladavine, zaradi česar je bil skeptičen do obeh mest kot možnih centrov moči. Poleg tega je Mulaj Rašid zasedel velik del Fesa s svojimi kontingenti iz Tafilalta in vzhodnega Maroka, medtem ko je Mulaj Ismail oblikoval svoje osebne kraljeve polke, sestavljene iz temnopoltih sužnjev, in morda so obstajali pomisleki, da vseh teh kontingentov ni mogoče sočasno garniziral v Fesu. Ulema (verski učenjaki) v Fesu prav tako ni odobravala njegovih načinov, vključno z uporabo sužnjev (mnogi med njimi so bili muslimanskega porekla), in so vzdrževali napete odnose z njim ves čas njegove vladavine.ref name=":15">Abun-Nasr, Jamil (1987). A history of the Maghrib in the Islamic period. Cambridge: Cambridge University Press. ISBN 0521337674.</ref> Izbira Meknesa ga je tako odstranila izpod vpliva tradicionalnih elit in mu omogočila zgraditi novo bazo, iz katere je upal, da bo izvajal absolutno oblast. Grožnja osmanskih napadov z vzhoda (iz Alžirije) in vse večja negotovost v osrednjem Maroku zaradi preseljevanja plemen iz območij Atlasa in Sahare sta morda tudi prepričala Ismaila, da je Meknes, ki leži bolj zahodno, bolj obramben kot Fes.

### Gradnja pod Moulay Isma'ilom (1672–1727)
Ne glede na razloge je Ismail Meknes v svojem času naredil za središče Maroka in gradnja novega monumentalnega mesta-palače se je nadaljevala vseh 55 let njegove vladavine. Dela na obsežnem kompleksu palače so se začela takoj po njegovem pristopu na prestol leta 1672. Obstoječe stavbe iz zgodnejše srednjeveške kazbe mesta so bile porušene, da bi naredili prostor; ime današnjega velikega javnega trga pred Kasbo, el-Hedim (ali Place el-Hedim), pomeni 'ruševine' in izvira iz množice ruševin in odpadkov, ki so bili tukaj nabrani med rušenjem. Ta sprostitev prostora je sultanu tudi omogočila, da pusti prazen varovalni pas med obzidjem kazbe in mestom, zaradi česar so bolj obrambna. V času Mulaj Ismailove vladavine so bili judovski prebivalci mesta preseljeni v novo Melah ali judovsko okrožje na zahodu, blizu kazbe, podobno kot v Fesu ali Marakešu. Mulaj Ismail se je prav tako lotil del po starem mestu, tako da je obnovil mošeje, ponovno utrdil obzidje in zgradil nova mestna vrata (npr. Bab Berdain in Bab Kemis).
Delo so opravljali plačani delavci, pa tudi kontingenti sužnjev, zlasti krščanski zaporniki. Ocene o skupnem številu vpletenih delavcev segajo od 25.000 do 55.000. Kljub temu so pogosto pripovedovane zgodbe o več deset tisočih krščanskih sužnjev, uporabljenih za delo, in velikih podzemnih ječah, kjer so jih zadrževali, nekoliko pretirane in izvirajo iz pripovedi evropskih veleposlanikov, ki so obiskali Ismailov dvor (pogosto za pogajanja o izpustitvi zapornikov iz njihovih držav). V resnici je bilo število krščanskih sužnjev verjetno bližje največ nekaj tisoč in komore, ki so jih popularno imenovali 'zapori', so bile pravzaprav skladišča za žito in zaloge. Marianne Barrucand v svoji študiji o gradbenih projektih Mulaja Ismaila navaja raziskave, ki ocenjujejo število krščanskih sužnjev v prvi polovici 1. Ismailova vladavina med letoma 550 in 650 ter okoli leta 800 leta 1708.
Prva zgrajena komponenta je bila Dar al-Kebira, zasebna palača sultana in njegove družine, ki stoji na mestu prejšnje kazbe v mestu. Končana je bila leta 1679. Glavna mošeja kazbe, zdaj znana kot mošeja Lala Aouda, je bila prav tako prenovljena ali ponovno zgrajena, verjetno okoli leta 1677. Mulaj Ismail je izbral bližnjo grobnico lokalnega svetnika, Sidi Abd ar-Rahmana al-Madžduba, za mesto novega mavzoleja, ki ga je ustanovil zase. Med njegovo vladavino so kazbi dodali ali razširili nove strukture. Ena zadnjih gradenj pred njegovo smrtjo, izvedena med letoma 1721 in 1725, je bila Heri al-Mansur, palača na skrajnem južnem robu kazbe (še danes delno ohranjena), ki je vključevala ogromne hleve. Monumentalna vrata, znana kot Bab Mansur al-'Alj (ali Bab Mansour), ki so še danes ohranjena in gledajo na Place al-Hedim, je šele leta 1732 dokončal njegov sin Mulaj Abdalah. Njegov drugi sin in kratek naslednik, Mulaj Ahmad ad-Dhahabi, je izvedel spremembe na Ismailovem mavzoleju med njegovima dvema kratkima vladavinama (v letih 1727–28 in 1728–29) in je bil leta 1729 tudi sam tu pokopan.

### Po Mulaj Ismailu
Po smrti Mulaja Ismaila pa so se politične razmere v Maroku sprevrgle v relativno anarhijo. Njegovi sinovi so se med seboj borili za oblast in njegova nekdanja 'stalna vojska' je postala prevladujoča sila v državi, ki je dejansko vladala za prestolom. Meknes je izgubil status glavnega mesta in utrpel škodo v potresu leta 1755. Mesto je bilo zanemarjeno in številni deli ogromne cesarske kazbe so propadli. Mesto je bilo v naslednjih stoletjih le občasno deležno kraljeve pozornosti. Sultan Mohamed ibn Abdalah, ki je vladal med letoma 1757 in 1790, je dodal palačo Dar al-Bajda v vrtu Agdal jugovzhodno od glavnega kompleksa palače, ki je bila kasneje spremenjena v kraljevo vojaško akademijo. Zgradil je tudi mošejo Er-Roua v južnem delu kazbe (nedaleč od Heri al-Mansurja), ki je največja mošeja v Meknesu. Dar al-Kebira pa je bila zapuščena in postopoma spremenjena v stanovanjsko sosesko, kjer so prebivalci zgradili svoje hiše znotraj in med nekdanjimi strukturami palače Ismailov čas. V zgodnjem 19. stoletju je sultan Mulaj Abd ar-Rahman dodal ložo pred Bab al-Mansurjem, ki je služila kot zbirališče za obrede in guvernerjevo sodišče, čeprav je bila ta struktura kasneje odstranjena.
Danes del kazbe, Dar al-Makzen, še vedno uporablja maroški kralj in je prepovedan za javnost. Druga mesta, kot sta mavzolej Mulaja Ismaila in Heri es-Souani, so odprta kot verska mesta ali turistične znamenitosti.

## Oblikovanje in postavitev

### Splošno oblikovanje in arhitektura
Kazba Mulaja Ismaila pokriva ogromno, približno štirikotno območje, obdano z več kot 7 kilometrov dolgim obzidjem. Znotraj tega območja je več obzidanih ograjenih prostorov, ki so vsebovali lastne neodvisne palače, medtem ko so zunaj njih obstajale številne druge ločene palače in funkcionalne strukture. Velik del kazbe, zlasti njene južne in vzhodne regije, so zavzeli vrtovi, polja in vadbena igrišča. Dve obrobni kazbi ali ogradi sta bili del večje kazbe in ju danes zasedajo stanovanjske soseske: kazba Beni Mohamed in kazba Hadraš.
Glavni materiali, uporabljeni za gradnjo, so bili nabita zemlja (ali pisé) in opeka, iz katere je bila večina zidov, pa tudi marmor, omet in ploščice, uporabljeni za dekoracijo. Starorimske in novejše saadijske spolije (zlasti marmor) so izropali z drugih najdišč v Maroku, kjer koli so bili na voljo (kot sta Volubilis in Palača El Badi), in jih ponovno uporabili za palače.:193 Okrasni motivi na razstavi so v skladu z obstoječimi umetniškimi tradicijami maroške arhitekture, ki so se do te točke že zlile s prejšnjo andaluzijsko (mavrsko) arhitekturo.
Splošna postavitev stavb odraža ureditev, ki jo vidimo v kraljevi kazbi v Marakešu in drugih palačah iz islamske dobe v širši regiji: vrsta zaprtih vrtov, paviljonov in stanovanj je bilo sestavljenih v več avtonomnih palač, skupaj z lastnimi dobrinami in infrastrukturo, ki obstajajo ločeno v povezavi po vsem mestu. Kasr al-Muhanaša je v svoji prostorski ureditvi še posebej podobna palači El Badi v Marakešu iz saadijskega obdobja. Ismailova kazba pa je bila v večjem obsegu, kot je bilo kdaj koli prej. Po nekaterih ocenah pokriva območje, ki je štirikrat večje od samega starega mesta Meknes. Arhitektura vladavine Mulaja Ismaila v Meknesu se prav tako odlikuje po velikosti in obsegu. Zaradi obsega in ambicioznosti projekta so ga zgodovinarji poimenovali 'maroški Versailles'. Kazba vsebuje tudi veliko količino praznega ali odprtega prostora v primerjavi z gostim mestnim tkivom starega mesta. Ta kontrast se je ohranil tudi s tradicijo izolacije sultana in njegove družine od hrupa in množice priljubljenega mesta, kar je v regiji očitno od zgodnjega islamskega obdobja s primeri, kot je Medina Azahara.

### Infrastruktura
Kompleks palače je znan tudi po visoko razviti infrastrukturi. Njena oskrba z vodo je bila za tisti čas še posebej sofisticirana, saj je uporabljala zgodnjo različico notranjega vodovoda, ki je vodo dovajal do stavb po vsej Kazbi preko kanalov in podzemnih cevi iz terakote. To vodo so črpali neposredno iz freatske mize v tako imenovani hiši desetih norij (ali Dar al-Ma) z uporabo mehanskega hidravličnega sistema verižnih veder, ki jih obrača kolo. Ta sistem oskrbe z vodo in podzemnega vodovoda velja za stoletje pred infrastrukturo, ki jo najdemo v sodobnih evropskih palačah in stavbah.
Zdi se, da ima zasnova kazbe poleg te civilne infrastrukture poudarek na zaščitnih utrdbah – celo po standardih prejšnjih kraljevih utrdb. Njeni zunanji obrambni zidovi (zgrajeni iz nabite zemlje) so bili debeli osupljivih 7 metrov, njeni vogali pa so bili običajno utrjeni z masivnimi bastijoni (kot je Bordž Belkari). Kazba in njene palače so bile zlasti v bližini starega mesta zaščitene z dvema ali več linijami obrambnih zidov. Ceste in mostovi so prav tako povezovali vsa območja, kar je omogočalo lažje premikanje enot. Številne ogromne kašče in skladišča (kot sta Heri es-Souani in tako imenovani 'zapor' Kara) za hrano in zaloge so bili prav tako zasnovani tako, da so prebivalcem kazbe omogočili preživetje dolgega obleganja, pri čemer naj bi Mulaj Ismail trdil, da bi njegova citadela lahko zdržala deset let obleganja. Kljub temu poudarku na obrambi Kazba v Ismailovem času nikoli ni bila podvržena pravemu obleganju.

## Glavne strukture

### Obrambni zidovi in utrdbe
Ograjen prostor kazbe je obdan in zaščiten z mogočnimi debelimi zidovi, od katerih je večina ohranjena še danes. Stene, tako kot stene palač in večine maroških mestnih obzidij, so bile narejene iz piséja ali nabite zemlje. V povprečju so bile debele okrog 7 metrov, kar je bilo za tisti čas izjemno. Obzidje je bilo po dolžini okronano s tipičnimi koničastimi cinami, ki so ščitile chemin de ronde ali obzidje, in v intervalih okrepljeno s kvadratnimi bastijonskimi stolpi. Za obzidjem so bile obvoznice in prehodi, ki so vojakom znotraj kazbe omogočali enostavno razporeditev vzdolž obzidja.
Nekatere glavne vogale v krogu obzidja so dodatno branile še večje štirikotne bastijonske utrdbe, ki prevladujejo nad njihovo okolico. Te so Bordž al-Kari (Bordž Belkari ali Bordž Bel Kari) jugozahodno od Bab al-Mansourja, ki gleda na Melah, Bordž al-Mars na zahodnem vogalu kazbe, Bordž Bibi 'Aiša na njeni skrajni vzhodni strani in Bordž al-Ma' blizu severovzhodnega vogala kompleksa Dar al-Makzen. Bordž Belkari je bil mnogo pozneje leta 1932 razvrščen kot nacionalni zgodovinski spomenik in je bil v 21. stoletju spremenjen v muzej lončarstva iz regije Rif.
Utrdbe Kazbe so bile največje na severu, na strani, ki je bila obrnjena proti mestu, kar kaže na to, da je Mulaj Ismail videl prebivalce mesta kot enako ali celo večjo grožnjo. Večji del svoje dolžine je bilo obzidje podvojeno, sestavljeno iz dveh linij obzidij z jaso med njima, pri čemer je bilo zunanje obzidje na splošno najbolj utrjeno. Druga linija utrjenih zidov je prav tako obdajala palače Dar al-Kebira, kar je ta del kazbe zagotavljalo s tremi plastmi obrambe.
- Severozahodno obzidje kazbe, na robu medine
- Bordž Belkari, ogromen kotni bastion v obzidju kazbe (na severozahodu)
- Bordž al-Mars (ali Bordž el-Mers), bastijon na skrajnem zahodnem vogalu obzidja kazbe
- Bordž al-Ma, bastijon na severovzhodnem vogalu zunanjega obzidja blizu Dar al-Makzen in avenije assarag
- Bab al-Kasdir, vrata v zunanjem jugovzhodnem obzidju kazbe; prvotna vrata so šla skozi stolp na desni

### Bab Mansur al-'Alj
Danes je vidno zunanje obzidje kazbe, ki poteka vzdolž jugovzhodne strani medine (starega mesta) in Place el-Hedim (Trg El-Hedim). Place el-Hedim, ogromen odprt trg v središču današnjega zgodovinskega mesta, je dobil ime po ruševinah, ki so bile tu nakopičene, ko je Mulaj Ismail porušil staro mestno kazbo in očistil območje za gradnjo svojega novega kompleksa palač. Na ta trg z jugovzhoda gledajo monumentalna in okrasna vrata, imenovana Bab Mansur al-'Alj ali Bab Mansour (različno črkovana tudi kot Bab Mansour al-'Ilj, Bab Mansour al-Eulj, Bab el-Mansour, Bab Mansur itd.).
Vrata so se začela graditi v poznejših letih vladavine Mulaja Ismaila, leta 1732 pa jih je dokončal njegov sin Muljy Abdalah. Namen vrat je bil bolj ceremonialen kot obrambni, s ciljem narediti vtis na obiskovalce. Ime je dobil po arhitektu in oblikovalcu vrat, Mansourju al-'Alju ('Zmagoviti odpadnik'), nekdanjem krščanskem sužnju, ki se je spreobrnil v islam. Celotna zasnova vrat temelji na Almohadskih prototipih (kot so Bab er-Rouah, Bab Agnaou itd.), z veliko odprtino v obliki podkvastega loka in bočnimi bastijoni, predstavlja pa tudi pomembne nove značilnosti. Zlasti bočni kvadratni bastijoni ali stolpi so podprti s štirimi debelimi nizkimi stebri na vogalih s podkvastimi loki med njimi, kar ustvarja votlo ložo na dnu stolpov. Nadalje so ob straneh, ki obdajajo bastijone, masivni marmorni stebri, ki podpirajo velike štrleče pilastre zgoraj. Stebri z okrašenimi sestavljenimi kapiteli so starorimskega izvora, verjetno iz bližnjega Volubilisa. V notranjosti je prehod vrat upognjen, dvakrat obrnjen za 90 stopinj in premosti razdaljo med dvojnima stenama Kazbe, kar omogoča dostop do Place Lalla Aouda onstran.
Skoraj celotno pročelje vrat, vključno z bočnimi bastijoni, je prekrito z močnim okrasjem. To je sestavljeno iz ponavljajočega se motiva dardž-va-ktaf (stiliziran vzorec podoben rombam v maroški arhitekturi), ki uokvirja glavni lok vrat in zapolnjuje prostore nad stebri bočnih bastionov. Prazni ali negativni prostori znotraj tega motiva so v celoti zapolnjeni z barvitim zellijem (mozaičnimi ploščicami), še eno značilnostjo, ki je bila nova za maroške monumentalne prehode. Prečniki lokov so zapolnjeni z arabeskno poslikanimi ploščicami. Na samem vrhu vrat, nad ostalim okrasjem in poteka vzdolž celotne dolžine, je dodelan arabski napis, naslikan na ploščicah, ki opisuje konstrukcijo vrat, ki so bila zaključena z majhnimi "žagastimi" cinami.
V zgodnjem 19. stoletju je sultan Mulaj Abd ar-Rahman dodal zgradbo tipa lože tik pred vrati na desni (jugozahodni strani), ki je danes ni več. Struktura je služila kot zbirališče vojaških in visokih uradnikov, kot sodišče mestnega guvernerja in za druge vojaške ali verske obrede. Danes so vrata običajno zaprta, vendar je njihova notranjost včasih odprta za razstave.
Druga okrašena vrata, Bab Džama' en-Nouar, prav tako stojijo malo jugozahodno ob istem obzidju. Imajo podoben okras kot večji Bab el-Mansur in verjamejo, da prav tako izhaja iz časa Mulaj Ismaila.

### Place Lala Aouda (Mečuar)
Place Lala Aouda, ki je še danes prisoten, je obsežen javni trg, do katerega se dostopa skozi Bab al-Mansur. Služil je kot mečuar (ali mišvar) palače, paradni prostor, kjer so lahko potekale uradne slovesnosti, sprejemi in vojaške parade. Na vzhodnem koncu trga, do katerega se dostopa skozi ena od dveh vrat v obzidju, je mošeja Lala Aouda.

### Dar al-Kebira
Dar al-Kebira (imenovana tudi Dar Kebira ali Dar Kbira) je najstarejša in najmanjša palača, zgrajena v kazbi, dokončana leta 1679 in pokriva 13,5 hektarjev. Njeno ime pomeni 'velika hiša' in je bila zasebna palača Mulaj Ismaila in njegove družine. Sestavljalo jo je več bolj ali manj samostojnih podpalač, zbranih skupaj, od katerih je vsaka obsegala pravokotno dvorišče, okoli katerega so bili razporejeni bivalni prostori, sprejemne sobe, kuhinje, kopališča (hamami) in/ali vrtovi. Tako kot druge palače, zgrajene pozneje, je bila Dar al-Kebira obdana z lastnim obrambnim zidom. Njegova glavna vrata z močnejšim okrasjem v istem slogu, kot ga vidimo na drugih prehodih, so Bab ad-Dar al-Kabira ali Bab Dar el-Kebira na jugu, dokončana v letih 1679–80, zaradi česar so najzgodnejša dokončana vrata v Kazbi. Mošeja Lala V Aoudo, ki je služila kot glavna mošeja palače, je bilo mogoče vstopiti tudi neposredno iz palače preko prehoda na njeni kibli (jugovzhodni) strani. Na jugozahodni strani kompleksa palače je mavzolej Mulaj Ismaila, dostopen s ceste med Dar al-Kebira in drugimi palačami na jugu. Vzhodno od Dar el-Kebira, zunaj mestnega obzidja, je pokopališče in soseska Sidi Amar.
Vse, kar je danes ostalo od palače Dar al-Kebira, je nekaj njenih porušenih zidov. Mesto palače je bilo spremenjeno v stanovanjsko sosesko, kjer so prebivalci zgradili svoje hiše znotraj in med obzidjem nekdanje palače, pri čemer so nekateri zidovi in prehodi palače še vidni.
- Vrata Dar al-Kebira (na južni strani soseske)
- Severovzhodni bastionski stolp nekdanjega obzidja okoli Dar al-Kebira
- Obokan prehod v soseski Dar al-Kebira, ostanek nekdanje palače
- Ulice in prehodi v soseski Dar al-Kebira danes
- Ulice in prehodi v soseski Dar al-Kebira danes
- Bab al-Hadžar, severovzhodna vrata Dar Kbira

### Kubat al-Kajatin
Kubat al-Kajatin ("Kupola krojačev") je bila prvotno Mulaja Ismaila sprejemna dvorana za tuje veleposlanike, zato je znana tudi kot Paviljon veleposlanikov. Njegovo sedanje ime izhaja iz njene kasnejše uporabe kot delavnice za izdelavo vojaških uniform. V poznem 20. stoletju so ga uporabljali kot mizarsko delavnico, preden je postal turistična atrakcija. Struktura ima obliko velikega paviljona, ki ga obdaja velik odprt trg, ki je na veliki terasi neposredno jugozahodno od palače Dar al-Kebira. Pročelje stavbe zaznamujejo monumentalna vrata, ki vodijo v glavno dvorano v notranjost. Notranjost ima približno baziliko, ki jo delita dve vrsti lokov, ki tvorita osrednjo ladjo. Na nekaterih območjih je ostalo nekaj primerov štukaturne izrezljane dekoracije, tla in spodnje stene pa so pokrite z zellij ploščicami, vendar je tudi to posledica pomembne obnove.

### Zapor Kara
Pod trgom pred Kubat al-Kajatin je niz velikih podzemnih obokanih prostorov, od katerih so nekateri še vedno obzidani in niso v celoti raziskani. Struktura je popularno opisana kot 'zapor', kjer so bili zadrževani krščanski ujetniki, pri čemer ena zgodba trdi, da je bila zgrajena in poimenovana po portugalskem zaporniku, ki mu je Mulaj Ismail obljubil, da ga bo izpustil, če bo zgradil zapor, v katerem bi lahko sprejeli več kot 40.000 ujetnikov.  Vendar pa večina učenjakov meni, da je bila stavba v resnici skladišče ali silos. Število krščanskih zapornikov je bilo veliko manjše (po nekaterih ocenah manj kot tisoč) in so bili verjetno nameščeni na več različnih območjih ob različnih časih; zadnja je bila v bližini frančiškanskega samostana v stari medini, blizu današnje mošeje Zajtuna. Podzemna stavba je danes kljub temu še vedno znana kot zapor Kara ali Habs Kara (maroška arabščina: حبس قارا, lit. 'Zapor plešastih'). Tudi drugi deli kompleksa palače Mulaja Ismaila so bili očitno zgrajeni na podobnih obokanih podkonstrukcijah, ki so služile kot skladišče zalog in vojaške opreme.

### Mavzolej Mulaja Ismaila
Mavzolej Mulaja Ismaila je pogrebni kompleks na jugozahodni strani nekdanje palače Dar al-Kebira, v prostoru, ki je bil prej med notranjim in zunanjim obzidjem palače. Mulaj Ismail je izbral to lokacijo deloma zato, ker je že veljala za posvečeno zaradi prisotnosti grobnice Sidija 'Abd ar-Rahmana al-Majduba, pesnika in sufijskega mistika iz 16. stoletja. Kompleks je bil zgrajen pod Mulaj Ismailom, vendar je bil večkrat spremenjen in razširjen, zlasti pod njegovim sinom in kratkim naslednikom, Ahmadom ad-Dhahabijem (ki je s prekinitvami vladal med letoma 1727 in 1729), ki je bil nato tukaj pokopan. V pogrebni kompleks so prvotno vstopili s severa, neposredno iz Dar al-Kebira. Sedanji vhod na jug je iz obdobja francoskega protektorata v 20. stoletju. Prvotni kompleks je bil manj obsežen kot danes in njegov načrt je verjetno vključeval le grobnico, sosednje prostore na obeh straneh in glavno dvorišče, ki je vodilo do nje. Druga dvorišča in prehodi so bili torej verjetno dodani pozneje. Druge ograjene prostore in dvorišča ob kompleksu zasedajo pokopališča, znana kot Džama' Rkham.
Glavno osrednje dvorišče pogrebnega kompleksa je redko okrašeno, razen osrednjega vodnjaka in zellij tlaka. Zahodno in vzhodno stran dvorišča zavzemajo portiki treh podkvastih lokov. Na vzhodni steni dvorišča, pred mavzolejem, je tudi manjši mihrab (niša, ki kaže smer molitve). Za tem so mavzolej in sosednje sobe. Najsevernejši od teh prostorov, do katerega je mogoče dostopati neposredno iz severovzhodnega vogala dvorišča, je sestavljen iz notranjega dvorišča, ki ga pokriva visok strop kupole. Postavitev te terase je podobna Dvorani dvanajstih stebrov v saadijskih grobnicah, sestavljena iz kvadrata, ki ga razmejuje dvanajst marmornih stebrov, razporejenih v skupinah po tri na vsakem vogalu, okoli katerih teče galerijski prostor. V vzhodno steno je vzidan še en mihrab, v zahodno pa manjša stranska kamra. Zgornje stene ter območja okoli mihraba in vrat so okrašeni z izrezljano in poslikano štukaturo z arabesknimi in epigrafskimi motivi, značilnimi za maroško arhitekturo. V središču terase je okrašen vodnjak, strop kupole zgoraj pa je predvsem pobarvan in izrezljan les. Marmorni stebri imajo maroško-andaluzijske kapitele, izrezljane z motivi listov, palm in palmet. Ti marmorni stebri, kot tudi okrašeno izrezljane marmorne plošče v oboku, ki vodi do predprostora mavzoleja, naj bi bili predmeti, ki jih je Mulaj Ismail odnesel iz nekdanjih saadijskih palač v kazbi v Marakešu (kot je palača El Badi).
Na južni strani dvorane je velik lok z okrašenimi lesenimi vrati, ki vodi v pravokotno predsobo, ki je pred dejansko mavzolejsko komoro. Mavzolej je kvadratna komora, v kateri so nagrobniki (mkabrijas) Mulaja Ismaila (umrl 1727), njegovega sina in naslednika Ahmada ad-Dhahabija (umrl 1729) in poznejšega sultana Mulaka Abd ar-Rahmana (umrl 1859). Na južni strani mavzoleja je še ena velika čitalnica, ki jo deli triločna arkada in vsebuje knjižne omare. Vsaka od teh komor je prekrita z izrezljano štukaturo in ima tudi več bronastih lestencev. Kraljevi nagrobniki so izdelani iz marmorja in so bogato izrezljani z arabskimi kaligrafskimi napisi in arabesknimi motivi v slogu, podobnem marmornim nagrobnikom Saadijskih grobnic. V grobni komori sta tudi dve stari uri, ki ju je darilo francoski kralj Ludvik XIV. Mavzolej še danes obiskujejo Maročani, ki iščejo barako iz grobnice Mulaja Ismaila, poleg tega pa je pomembna turistična atrakcija v mestu.

### Ograda Dar al-Makzen
Ogromen prostor, danes znan kot Dar al-Makzen, je vseboval še en niz palač, ki jih je zgradil Mulaj Ismail, nekoliko kasneje kot Dar al-Kebira. Zajema veliko štirikotno območje, ki meri približno 1 km × 500 metrov in obsega približno 60 hektarjev. Ograjen prostor je ločen od Dar al-Kebira in drugih struktur na severu z dolgim plaščem (ki ga zdaj zaseda sodobna cesta) med dvema zidovoma, znanima kot asarag (ali asarak). Dolga masivna vrata, Bab ar-Ra'is ("Kapitanova vrata"; danes znana tudi kot Bab er-Rih, "Vrata vetra") ločuje asarag na njegovem stiku z zunanjo steno ograjenega prostora Dar Kbira. Ohišje je razdeljeno na dva glavna dela. Večji zahodni del zaseda večinoma vrt Bahrivija, ki ga je zdaj nadomestilo sodobno igrišče za golf, ki ga je uporabljal maroški kralj. Severni rob tega dela pa je zavzemala dolga, a ozka palača, znana kot Dar al-Madrasa ("Hiša šole"). Vzhodni del je mešanica vrtov in zgradb palače, od katerih je glavno območje Kasr al-Muhanaša ("Palača labirinta"; včasih napisano Kasr al-Mhenča ali Dar al-Mehenča). To vzhodno območje se še danes uporablja kot uradni Dar al-Makzen (kraljeva palača) v Meknesu in je prepovedano za večino obiskovalcev.

### Heri as-Svani in Sahrij Svani
Jugovzhodno od ograjenega prostora palače Dar al-Makzen je bil velik kompleks, ki je služil predvsem utilitarno in je bil sestavljen iz treh glavnih elementov. Prvi del je bila ogromna stavba, znana kot 'Hiša desetih norij' ali Dar al-Ma ('Hiša vode'). Sestavljen je iz velike osrednje komore, obdane z manjšimi prostori, okoli katerih je bil velik obokan hodnik, ki je omogočal dostop do 15 kupolastih prostorov. Vsaka od teh kupolastih komor je vsebovala noria ali mehanski hidravlični sistem, ki je črpal vodo iz globokega vodnjaka, ki je segal do freatske mize, prek niza veder ali veder, priklenjenih skupaj in dvignjenih s kolesom s konjsko vprego. Ta stavba je nato zagotavljala vodo za kraljevo mesto skozi sistem kanalov iz terakote ali gline.
Drugi element kompleksa je bil Heri as-Svani ali Heri es-Suani, obsežno območje silosov, ki so bili povezani z jugozahodno stranjo Hiše desetih norij. (Ime se včasih uporablja tudi za obe strukturi skupaj.) Ta struktura je merila 182 × 104 metre in je bila razdeljena z 22 vrstami debelih lokov, med katerimi so tekli obokani hodniki. Stavbo pogosto napačno imenujejo 'hlev' ali 'kraljevi hlevi', vendar je bilo v resnici ogromno skladišče za žito, v katerem so lahko kopičili zaloge, da so vzdržale dolgotrajno obleganje. Žito so v stavbo dostavile mule, ki so se povzpele na strešno teraso in spustile zrnje neposredno v luknje, preluknjane nad vsakim obokanim hodnikom, čeprav je en notranji hodnik ostal tudi prost za notranji kroženje. Danes so se obokane strehe podrle in izginile, ostale pa so samo neskončne vrste lokov, ki kljub temu veljajo za eno najbolj impresivnih znamenitosti v mestu.
Tretji element je velika vodna kotlina ali umetno jezero, Sahrij Svani ali Sahrij Suani (včasih imenovano tudi kotlina Agdal). Skoraj pravokotna kotanja meri 148,75 x 319 metrov in je v povprečju globoka 1,2 metra. Čeprav so kotlino očitno uporabljali tudi za prosti čas prebivalci palače, ki so se tukaj kopali ali se potepali naokoli na majhnih čolnih, se zdi, da je bil njen namen predvsem utilitarističen in povezan z oskrbo z vodo v kraljevem mestu. Z vodo ga je oskrbovala sosednja Hiša desetih norij na jugovzhodni strani. V tem pogledu je bil podoben vodnemu bazenu v vrtovih Menara v Marakešu. Verjetno zaradi svoje pomembnosti je bil obdan z lastnim dva metra debelim obrambnim zidom, od katerega je ostal le majhen del na jugozahodu (ki ga ločuje od soseske Beni Mohamed onstran).